# Neorhodella cyanea
Espèce
Neorhodella cyanea est une espèce d’algue rouge unicellulaire de la famille des Dixoniellaceae.
Elle avait été initialement décrite sous le nom de Rhodella cyanea Billard & Fresnel (1986).
Elle a été transférée dans le genre Neorhodella en 2008.